# Stefano Fiore
Stefano Fiore (Cosenza, 17 de abril de 1975) es un exfutbolista italiano. Su último club fue el Cosenza Calcio.

## Biografía
Fiore nació en Cosenza y comenzó su carrera futbolística profesional con su club nacional en 1992, Fiore debutó en 1992, antes de mudarse en 1994 al Parma FC. Tras una temporada 1994-95 sin apenas participación, fichó por el modesto Padova, donde tuvo más continuidad. En 1996 fichó por el Chievo Verona, allí sería donde empezaría a destacar, jugando 38 partidos y marcando un gol. Su buen hacer hizo que en 1997 regresara al Parma, el cual buscaba un centrocampista que se compenetrara con Dino Baggio. En sus dos temporadas con los gialloblu, demostró su buen hacer, ganándose la titularidad y continuidad.

### Udinese
En junio de 1999, ficharía por el Udinese para hacer tridente con el ghanés Stephen Appiah y el brasileño Márcio Amoroso, por un total de 90 millones de liras. Su carrera siguió despegando, logrando debutar en el año 2000 con la selección de fútbol de Italia y formando parte del combinado azzurro en la Eurocopa 2000.

### SS Lazio
Junto a su compañero Giuliano Giannichedda, fichó por el SS Lazio de Roma, por 80 billones de liras. La Lazio había modificado su plantilla, deshaciéndose de importantes jugadores como Pavel Nedvěd, Juan Sebastián Verón o Marcelo Salas, y que esperaba reemplazar con jugadores como Gaizka Mendieta, Jaap Stam o el propio Fiore. Su rendimiento en el club laziale no fue el esperado, más cuando el entrenador Alberto Zaccheroni insistía en hacerle jugar fuera de su posición. Todo eso hizo que no fuera convocado para el Mundial 2002.
Con la marcha de Zaccheroni y la llegada de Roberto Mancini, Fiore volvió a su posición original, donde volvió a destacar, ganando la Copa de Italia en 2004 y formando parte del combinado italiano en la Eurocopa 2004.

### Valencia CF
Debido a los problemas económicos de la Lazio y la deuda contraída con el Valencia CF a razón del fichaje de Gaizka Mendieta; Fiore, junto a sus compatriotas Bernardo Corradi, Marco Di Vaio y Emiliano Moretti, ficharon por el Valencia, entrenado por el también italiano Claudio Ranieri, para la temporada 2004-05. En octubre de 2004, Fiore sufrió una grave lesión de la que nunca llegó a recuperarse totalmente, eso, y su falta de aclimatación al fútbol español, hicieron que su participación en el club ché fuera muy escasa.

### Últimas temporadas
Para la temporada 2005-06, Fiore marchó cedido a la Fiorentina. Su retorno a Italia pareció servir de revulsivo, pues Fiore lideró, junto a Luca Toni, al club viola. 
Pese a su buen rendimiento, la Fiorentina no quiso continuar con sus servicios, de modo que en las siguientes temporadas jugó cedido en el Torino FC y Livorno.
En septiembre de 2007, tras expirar su contrato con el Valencia, Fiore fichó por el AC Mantova de la Serie B italiana. Para la temporada 2008-09, Fiore puso fin a su carrera en el equipo donde debutó, el Cosenza, retirándose en 2011 para pasar a formar parte del equipo técnico del club.

## Selección nacional
Fiore hizo ocho apariciones para la selección nacional sub-21 de Italia y tres apariciones para la selección sub-23, con la que ganó los Juegos Mediterráneos en 1997. Hizo su debut con la selección absoluta durante su etapa en el Udinese, bajo la dirección de Dino Zoff, el 23 de febrero de 2000, participando en una victoria por 1-0 en un amistoso internacional contra Suecia, en Palermo. La excelente forma de Fiore durante la temporada 1999-2000 de la Serie A pronto le permitió convertirse en un miembro permanente e importante de la selección nacional, lo que le valió un lugar en la selección nacional de Dino Zoff para la Eurocopa 2000. Tuvo un torneo muy exitoso y anotó lo que muchos consideran el gol del torneo en la victoria por 2-0 sobre los coanfitriones Bélgica , en el segundo partido del grupo de Italia;  También asistió en un gol a su creativo y ofensivo compañero de mediocampo Francesco Totti en los cuartos de final del torneo, una victoria por 2-0 sobre Rumania , que selló el lugar de Italia en las semifinales contra los coanfitriones Países Bajos.  Su excelente forma continuó, ya que participó en todos los partidos de Italia durante la competencia, hasta que llegaron a la final , solo para perder ante los actuales campeones del mundo, Francia, con un gol de oro en el tiempo extra.
Bajo el mando de Giovanni Trapattoni , el Fiore continuó siendo miembro de la selección nacional y marcó su segundo gol internacional el 28 de febrero de 2001, en una derrota amistosa ante Argentina , en el Estadio Olímpico de Roma.  Se perdió la Copa Mundial de la FIFA 2002 en Corea del Sur y Japón, donde Italia fue eliminada de manera decepcionante y controvertida en la segunda ronda por el coanfitrión Corea del Sur.
Las impresionantes actuaciones de Fiore con la Lazio durante la temporada 2003-04 le permitieron regresar a la selección nacional en 2003 y se ganó un lugar en la convocatoria de 23 hombres de Italia para la Eurocopa 2004. Fiore fue utilizado con moderación por el entrenador Giovanni Trapattoni , quien prefirió jugar con el extremo argentino Mauro Camoranesi , y solo lo utilizó como suplente en los dos primeros partidos del grupo. Cuando fue titular, los Azzurri se mostraron mucho más creativos, y Fiore casi anotó con una volea espectacular contra Bulgaria en el último partido del grupo. A pesar de que los Azzurri ganaron el partido por 2-1 y no perdieron ningún partido en toda la competición, los dos empates en los partidos de grupo anteriores llevaron a la eliminación de Italia en la primera ronda del torneo en encuentros directos, tras un triple empate a cinco puntos con Dinamarca y Suecia , que avanzaron a cuartos de final.
Tras la marcha de Trapattoni en 2004, debido al mal desempeño de Italia en la Eurocopa, la Fiore participó en algunos partidos bajo la dirección del nuevo seleccionador italiano, Marcello Lippi . Fiore se retiró de la selección nacional ese mismo año. En total, Fiore disputó 38 partidos con la selección italiana entre 2000 y 2004, anotando dos goles. 

## Clubes
| Club           | País   | Año       |
| -------------- | ------ | --------- |
| Cosenza        | Italia | 1992-1994 |
| Parma FC       | Italia | 1994-1995 |
| Calcio Padova  | Italia | 1995-1996 |
| Chievo Verona  | Italia | 1996-1997 |
| Parma FC       | Italia | 1997-1999 |
| Udinese        | Italia | 1999-2001 |
| SS Lazio       | Italia | 2001-2004 |
| Valencia CF    | España | 2004-2005 |
| ACF Fiorentina | Italia | 2005-2006 |
| Torino FC      | Italia | 2006-2007 |
| Livorno        | Italia | 2007      |
| AC Mantova     | Italia | 2007-2008 |
| Cosenza Calcio | Italia | 2009-2011 |

## Palmarés

### Campeonatos nacionales
| Título         | Club  | País   | Año  |
| -------------- | ----- | ------ | ---- |
| Copa de Italia | Parma | Italia | 1999 |
| Copa de Italia | Lazio | Italia | 2004 |

### Campeonatos internacionales
| Título              | Club     | País   | Año  |
| ------------------- | -------- | ------ | ---- |
| Copa de la UEFA     | Parma    | Italia | 1995 |
| Copa de la UEFA     | Parma    | Italia | 1999 |
| Supercopa de Europa | Valencia | España | 2004 |

### Distinciones individuales
| Distinción                                  | Año     |
| ------------------------------------------- | ------- |
| Máximo goleador de la Copa Italia (6 goles) | 2003-04 |